# Amt Frankenberg
Das Amt Frankenberg war von der ersten Hälfte des 14. bis Anfang des 19. Jahrhunderts eine Gebietskörperschaft der Landgrafschaft Hessen bzw. der Landgrafschaft Hessen-Kassel im heutigen südwestlichen Teil des Landkreises Waldeck-Frankenberg, die zugleich für die Verwaltung und die Rechtsprechung zuständig war. Das Amt umfasste die Stadtbezirke von Frankenberg und Frankenau sowie das halbe Gericht Geismar – im Wesentlichen das Gebiet der heutigen Stäte und Gemeinden Frankenberg,  Frankenau, Hatzfeld und Burgwald sowie einzelne Orte der Gemeinden Allendorf (Eder), Bromskirchen und Haina (Kloster).
Da Frankenberg durch den großen Brand vom 9. Mai 1476 noch immer schwer gezeichnet war, wurde der Sitz des Amts Frankenberg um 1485 in das an der Stelle der alten Wasserburg Wolkersdorf neu erbaute Schloss Wolkersdorf verlegt. Hierdurch entstand das Amt Wolkersdorf, dem die Untergerichte Röddenau (mit den angegliederten Gerichten Rengershausen und Bromskirchen) und das Gericht Geismar angehörten. Erst im 16. Jahrhundert entstand wieder ein eigenständiges Amt in Frankenberg, in dem außer der Stadt selbst das ehemalige Kloster St. Georgenberg, der Hof Rodenbach und die Kellerei Wiesenfeld vereinigt waren und das 1604 mit dem Amt Wolkersdorf vereinigt wurde.

## Angrenzende Verwaltungseinheiten
Umgeben war das Amt Frankenberg von Norden an im Uhrzeigersinn von den Ämtern Lichtenfels, Vöhl, Wildungen, Rosenthal, Wetter sowie Battenberg.

## Zugehörige Orte
Ab 1821 gehörte das Amt zum Landkreis Frankenberg und bestand aus zwei Städten und 24 Dörfern. Dies waren die Städte Frankenberg und Frankenau, sowie die Dörfer Allendorf, Bottendorf, Birkenbringhausen, (Eder)bringhausen, Dainrode, Dörnholzhausen, Ellershausen, Ernsthausen, Friedrichshausen, Geismar, Haubern, Heine, Hommershausen, Louisendorf, Rengershausen, Rodenbach, Röddenau, Römershausen, Schreufa, Somplar, Wangershausen, Wiesenfeld und Willersdorf.